# ماجولی
ماجولی (انگلیسی: Majuli) یک جزیره رودخانه‌ای در رود براهماپوترا در ایالت آسام هند است. در دهه ۱۷۹۰، مساحت این جزیره ۱۳۰۰ کیلومتر مربع (۵۰۰ مایل مربع) بود. مساحت آن در آغاز قرن بیستم ۱۲۵۵ کیلومتر مربع (۴۸۵ مایل مربع) بود، ولی با از دست دادن قابل توجهی از مساحت آن در اثر فرسایش، در سال ۲۰۱۴ پهنه‌ای به مساحت ۳۵۲ کیلومتر مربع (۱۳۶ مایل مربع) را پوشش می‌دهد. جزیره ماجولی با گسترش رودخانه اطراف آن کوچک شده‌است.
جزیره ماجولی در رود برهماپوترا قرار دارد و از هم‌گرایی خرکوتیا خوتی که یک واجریان از رود برهماپوترا و رود سوبانسیری در شمال است، تشکیل شده‌است. این جزیره با کشتی از جورهات، در حدود ۳۰۰–۴۰۰ کیلومتری شرق گوآهاتی قابل دسترسی است. تشکیل این جزیره به دلیل تغییر مسیر رودخانه‌ها، به ویژه برهماپوترا و شاخه‌های آن و به‌طور عمده رود لوهیت است. ماجولی مرکز فرهنگ ویشنوپرستی آسامی است.
ماجولی از سال ۲۰۰۴ در فهرست آزمایشی یونسکو یونسکو برای نامزدی به عنوان میراث جهانی ثبت شده‌است.